# 切爾斯基山脈

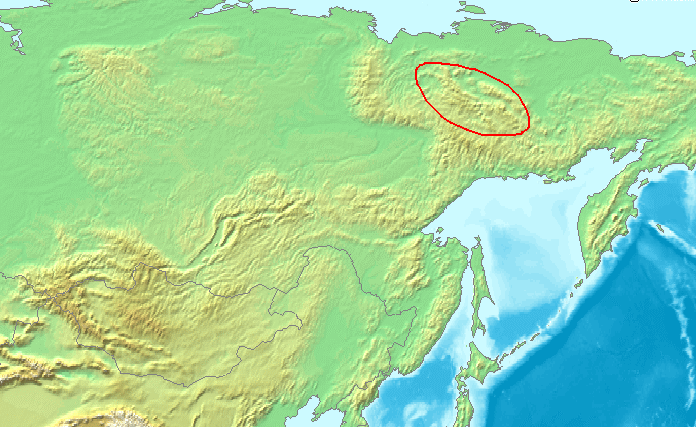
切爾斯基山脈位置

切爾斯基山脈（俄语：Хребет Черского）是俄羅斯的山脈，位於西伯利亞東北部亚纳河与因迪吉尔卡河之间。行政上属于薩哈共和國和馬加丹州，處於歐亞大陸板塊和北美洲板塊的邊緣，最高點波別達山海拔高度3,003米。莫馬自然公園位於該山脈範圍內。

## 歷史
約1633年至1642間，探險家波茲尼克·伊萬諾夫越過勒拿河下游的支流，穿過亞納河上游，越過切爾斯基山脈，並最終到達了因迪吉爾卡河。
1926年，山脈被謝爾蓋·奧布魯切夫（弗拉基米爾·奧布魯切夫之子）正式發現，並由俄羅斯地理學會以波蘭探險家和地理學家揚·切爾斯基命名。
64°44′N 142°58′E / 64.733°N 142.967°E